# إينغه دي بروين
إينغه دي بروين (Inge de Bruijn) هي لاعبة أولمبية لرياضة السباحة من هولندا. شاركت في الأولمبياد الصيفي في 2000–2004، وفازت بما مجموعه 8 ميداليات.

## الميداليات
| ذهب | فضة | برونز | المجموع |
| 4   | 2   | 2     | 8       |

## روابط خارجية
- إينغه دي بروين على موقع الاتحاد الدولي للسباحة (الإنجليزية)
- إينغه دي بروين على موقع SwimRankings.net (الإنجليزية)
- إينغه دي بروين على موقع قاعة مشاهير السباحة العالمية (الإنجليزية)
- إينغه دي بروين على موقع اللجنة الأولمبية الدولية (الإنجليزية)
- إينغه دي بروين على موقع أوليمبيديا (الإنجليزية)
- إينغه دي بروين على موقع اللجنة الأولمبية الهولندية (الهولندية)